# Reppner
Reppner ist einer der insgesamt 31 Stadtteile der kreisfreien Stadt Salzgitter in Niedersachsen, gelegen in der Ortschaft Nordwest.
Reppner gehörte bis zum 31. März 1942 zum Landkreis Wolfenbüttel und wurde durch einen Verwaltungsakt am 1. April 1942 ein Teil der Großstadt Watenstedt-Salzgitter. Am 23. Januar 1951 wurde diese amtlich in Salzgitter umbenannt.

## Geschichte

### Ortsname
Zum Ortsnamen, der erstmals im 12. Jahrhundert schriftlich als Ripenarth genannt wird, gibt es keine einheitliche Deutung. Eine Variante sieht den ersten Teil des Namens als einen Personennamen Hripo, der im Altsächsischen gebräuchlich war. Eine andere Deutung leitet dieses Bestimmungswort vom altnordischen ripr ab, womit der Hang eines Hügels bezeichnet wird. Dies trifft auf Reppner zu, das oberhalb der Fuhse gelegen ist. Das Grundwort arth steht in beiden Fällen für einen besiedelten Platz. Der Ortsname könnte so entweder als „Siedlung des Hripo“ oder als „Siedlung oberhalb des Flusses“ gedeutet werden.
Der Ortsname wird 1200 mit Repenarde angegeben, weitere Schreibweisen sind u. a. Repenerde (1310 und 1333), Repener (1372), Repner (1551). 1784 wird erstmals die heutige Schreibweise Reppner verwendet.

### Vorrömische Eisenzeit
An der Kreisstraße 7 nach Broistedt wurden im September 1994 während einer Notgrabung im Zusammenhang mit der Ferngasleitung Ahlten-Salzgitter eisenzeitliche Artefakte westlich der Straße entdeckt. Dabei ließ sich auch der ehemalige Laufhorizont der Siedlung als dunkle Verfärbung ausmachen, ebenso ließ sich ein Brennofen nachweisen. Die aus der nur angeschnittenen Siedlung geborgene Keramik (mehr als 18 kg) enthielt Quarz, Glimmer und Feldspatpartikel; diese Rohstoffe stammten aus der nächsten Umgebung. Nahezu vollständig konnte eine Schulterschüssel mit randständigem, schmalem Bandhenkel und brauner, gut geglätteter Oberfläche geborgen werden, dazu weitere Gefäße. Einige Gefäße, etwa Tassen, lassen sich mit Formen der Nienburger Gruppe in Verbindung bringen. Sie stammen aus dem 6. Jahrhundert v. Chr. (Rasink).

### Gründung und frühe Geschichte
Die erste Erwähnung des Ortes findet sich in einer Urkunde des Bistums Minden, die zwischen 1140 und 1147 ausgestellt worden war. In dieser übertrug der Mindener Bischof Heinrich seinen Besitz in Reppner an das Mindener Martinistift. Bei diesem Hof handelte es sich um einen früheren Königshof, den Konrad II. (1024–1039) um 1030 dem Bischof von Minden geschenkt hatte. Bei diesem Hof handelt es sich mit hoher Wahrscheinlichkeit um Hofanlage Ass.Nr. 1, heute Lesser Straße 11 und im Besitz der Familie Lütgering.
Die Siedlung wurde zwischen dem 6. und 8. Jahrhundert zum Schutz der Bewohner gegründet. Das lässt sich aus der Anordnung der anfangs acht Häuser schließen, die um einen Platz herum standen und so eine Art Wagenburg gegen feindliche Angriffe bildeten. Erst durch spätere Erweiterungen, insbesondere durch den Neuaufbau nach dem Brand von 1836, erhielt der Ort den Charakters eines Haufendorfes.

### Wüstung Nienstedt
Etwa einen Kilometer westlich von Reppner lag zwischen Barbecke und Lesse der Ort Nienstedt (Lage). Dieser war im Mittelalter Sitz des Gerichts (Goding). Der Ort wurde 1302 als „Nyenstede iuxta Lesse“ erwähnt. Der Name wird übereinstimmend als „neue Stätte, neuer Ort“ gedeutet. Zum Ort gehörten 25 Hofstellen, die Feldmark umfasste mehr als 500 Morgen Land. Als einziger Ort im weiten Umkreis besaß Nienstedt das Marktrecht, einmal im Jahr wurden hier der Johannis- und Martinimarkt abgehalten. Der Ort fiel Anfang des 16. Jahrhunderts aus unbekannten Gründen wüst. Das für Reppner zuständige Gericht war danach die Burg Lichtenberg, das Nienstedter Marktrecht wurde den Orten Nieder- und Oberfreden (ab 1857 zu Lichtenberg zusammengelegt) zugesprochen und das Land ging an die umliegenden Ortschaften Lesse, Barbecke und Reppner.

### Geschichte ab dem 17. Jahrhundert

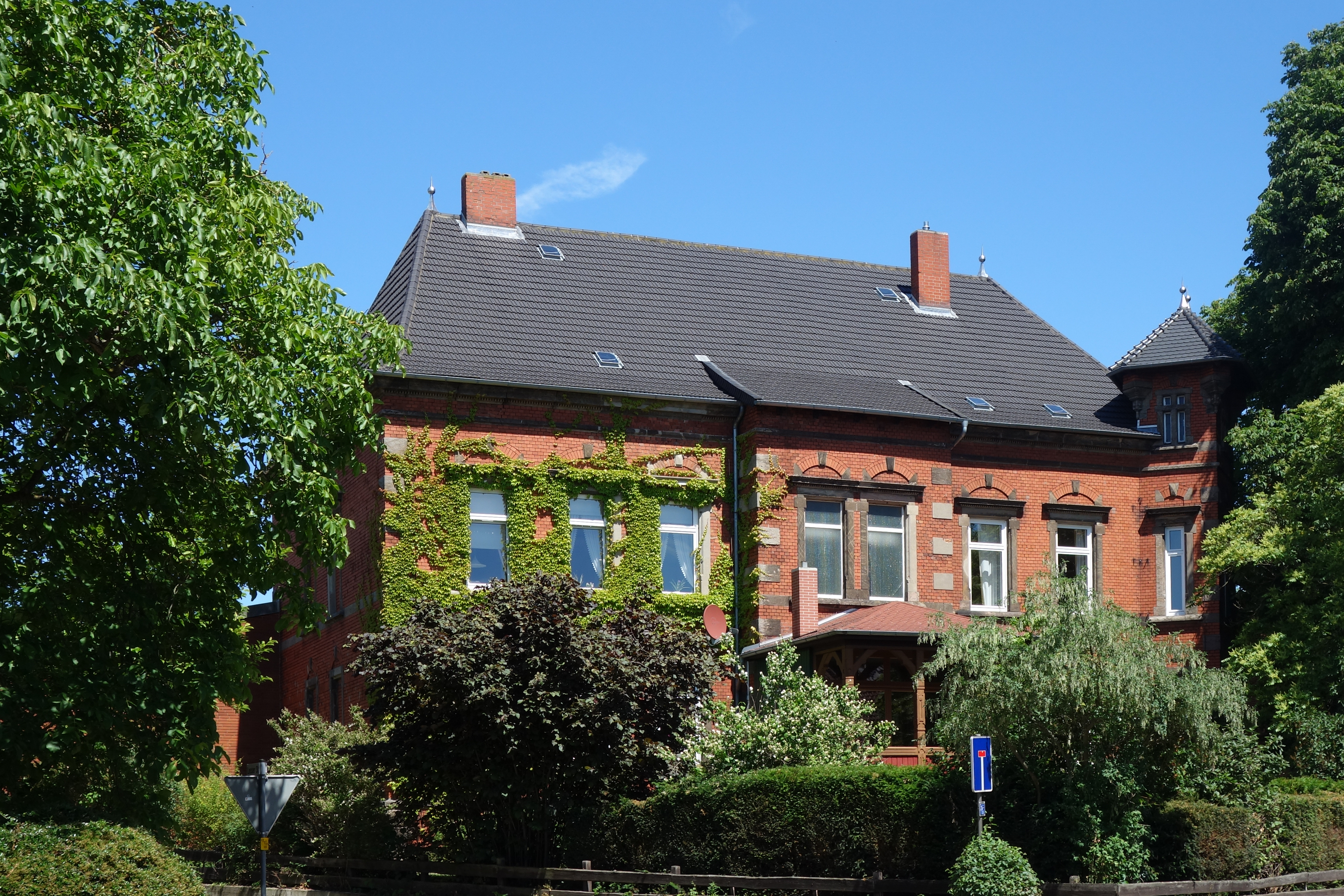
Herrenhaus der Hofanlage Ass.Nr. 1, gebaut 1896/97

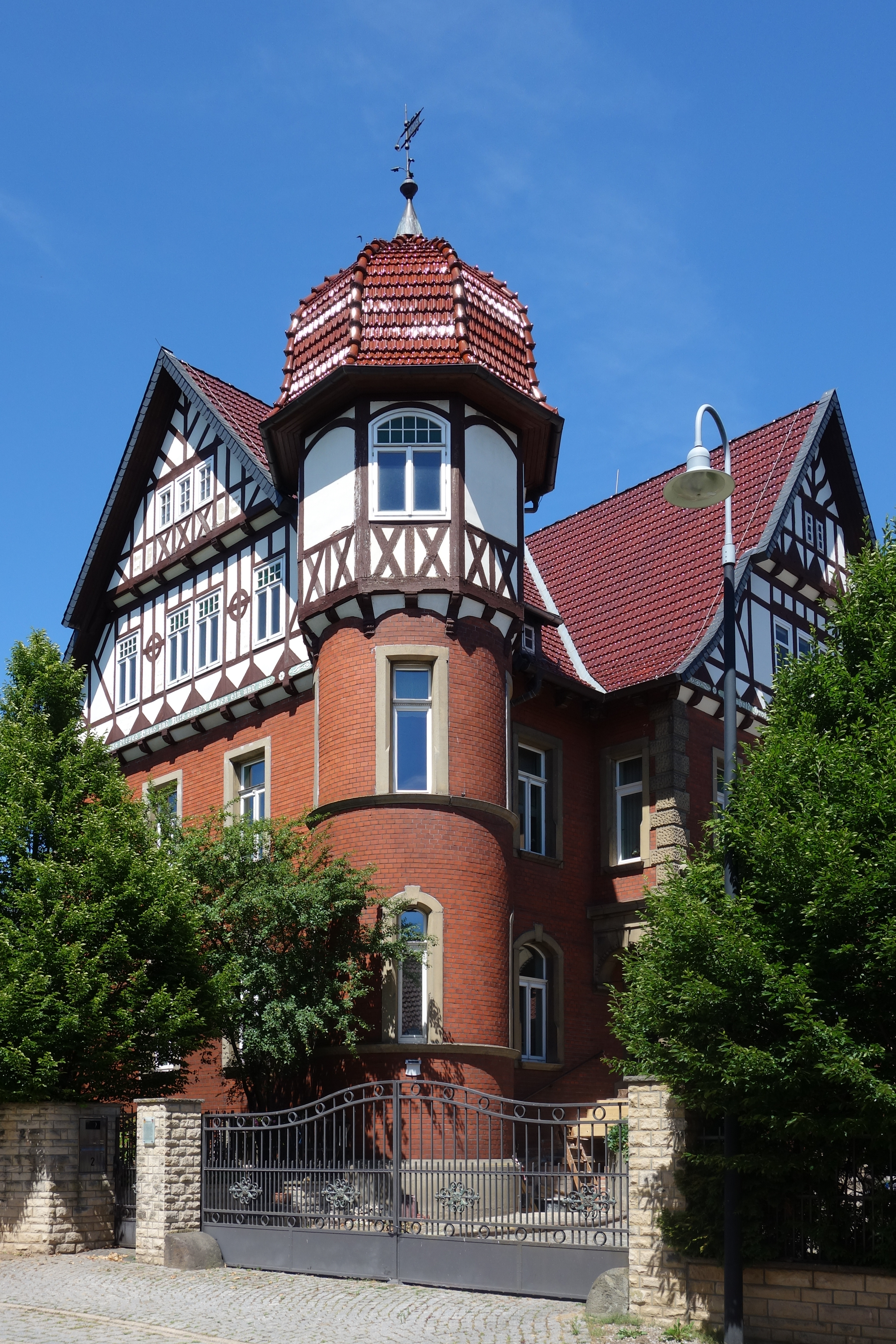
Herrenhaus der Hofanlage Ass.Nr. 9, gebaut 1904/05

Ein großer Teil des Grundbesitzes gehörte zu Beginn des 17. Jahrhunderts dem Domkapitel Hildesheim. Gemeinsam mit dem Stift St. Blasii, dem Stift Steterburg und der Kirche von Lebenstedt umfasste der geistliche Besitz 495 Morgen der insgesamt 1363,5 Morgen großen Feldmark. Den adeligen Familien aus der Region gehörten zusammen 580 Morgen, zu den Grundherren zählten hier die Herren von Salder, die Herren von Cramm und von Bortfeld aus Oelber am weißen Wege und die Herren von der Asseburg.
Nach den Ereignissen des Dreißigjährigen Krieges wurde 1686/87 eine erste Erfassung und Abschätzung der Feldmark durchgeführt. Eine genaue Vermessung wurde 1745 durch Herzog Karl I. angeordnet. Mit dieser sollten neben der Erfassung der bestehenden Verhältnisse auch eine neue Aufteilung der Äcker erreicht werden. Die erste Vermessung wurde 1752 durchgeführt, die festgestellten Unstimmigkeiten wurden 1779/80 in einer zweiten Vermessung geklärt. Über die Neuaufteilung des Landes wurde aber noch nicht entschieden, das geschah erst in der ab 1867 durchgeführten Verkoppelung (auch Separation oder Flurbereinigung genannt). In dieser wurde die über 600 Jahre beibehaltene Dreifelderwirtschaft aufgelöst, die bisher weit verstreut liegenden Ackerstücke zusammengelegt und unter Berücksichtigung von Größe und Bodenqualität neu aufgeteilt. Die Separation wurde im Januar 1868 abgeschlossen, die durchschnittliche Größe der Ackerstücke war hierdurch von 1½ auf 13 Morgen gestiegen, während die Anzahl der Einzelfelder von 654 auf 154 verringert wurde.
Der Verkopplung vorausgegangen war in den Jahren 1844 bis 1850 die Auflösung der Meier-Verhältnisse (Pachtverhältnisse) und die Ablösung des Zehnten. Damit wurden die Bauern nach über 1000 Jahren Eigentümer des von ihnen bewirtschaften Landes. Zur Entschädigung der bisherigen Eigner wurde das Zwanzigfache des bisherigen jährlichen Reinertrages festgelegt, beim Zehnten das 25fache und bei den Diensten das 15fache. Das benötigte Kapital konnten sich die Bauern beim 1765 von Herzog Karl I. gegründeten „Herzoglichen Leyhaus in Braunschweig“ zu günstigen Bedingungen borgen.
In Reppner befinden sich zwei sogenannte „Rübenburgen“. Die 1896/97 sehr aufwendig erbaute Rübenburg der Hofanlage Ass.Nr. 1, heute Lesser Straße 11, wurde am 10. April 1945 bei letzten Kämpfen des Zweiten Weltkriegs stark beschädigt. Erst nach dem Krieg wurde das Herrenhaus in vereinfachter Form wieder aufgebaut. Der zugehörige landwirtschaftliche Betrieb wird heutzutage von der Familie Lütgering bewirtschaftet.
Das Dorf hatte immer einen überwiegend landwirtschaftlichen Charakter. Etwa 85 % der Gesamtfläche von 447,2 ha werden landwirtschaftlich genutzt, 3,5 % sind Wald oder Gehölze und der Rest sind Siedlungs- und Verkehrsflächen. Seit dem 16. Jahrhundert wurden hier durchgängig 26 bis 28 Höfe mit 20 bis 180 Morgen Land nachgewiesen. Erst nach Ende des Zweiten Weltkrieges nahm die Anzahl der Höfe ab, bedingt durch die Mechanisierung der Landwirtschaft und die Notwendigkeit, aus Rentabilitätsgründen immer größere Flächen bearbeiten zu müssen. Im Jahr 1990 wurden noch neun Höfe bewirtschaftet, 2015 waren es nur noch drei.

### Zugehörigkeit des Ortes
Reppner lag im Mittelalter im Astfala-Gau (auch Hastfale, Astfalia oder Ostfala genannt), einem Teil der sächsischen Provinz Ostfalen. Seit der Zeit Heinrichs des Löwen gehörte die Region zum Herrschaftsbereich der Welfen, aus dem 1235 das Herzogtum Braunschweig-Lüneburg und 1269 das Fürstentum Braunschweig-Wolfenbüttel hervorgegangen war, dem Reppner seit dieser Zeit angehörte. In der Napoleonischen Zeit des Königreichs Westphalen (1807 bis 1813) gehörte Reppner zum Kanton Lesse und damit zum Distrikt Braunschweig im Departement der Oker. Nach dem Wiener Kongress 1814/15 wurde das Herzogtum Braunschweig in den Grenzen des alten Fürstentums wiederhergestellt. Die ehemaligen Kantone Gebhardshagen, Salder und Lesse wurden zum Kreisgericht Salder (später Kreisamt Salder) zusammengefasst und dem Distrikt Wolfenbüttel zugeteilt, der 1832 zur Kreisdirektion Wolfenbüttel wurde.
Nach Ende des Ersten Weltkrieges wurde der Freistaat Braunschweig zum Nachfolger des Herzogtum Braunschweigs – ab 1933 als „Land Braunschweig“ – und Reppner wurde ein Teil des Kreises Wolfenbüttel. Seit dem 1. April 1942 gehört Reppner der neugegründeten Stadt Watenstedt-Salzgitter an – dem heutigen Salzgitter.

### Wassermühlen von Reppner
Etwa 500 m nordöstlich von Reppner lag die „Alte Mühle“ (Lage), eine Wassermühle, die durch einen von der Fuhse abgeleiteten Mühlgraben angetrieben wurde. Bereits 1307 wurde die Mühle bei Reppner erwähnt, als diese dem Stift St. Blasii in Braunschweig übereignet wurde. Aus den Jahren von 1428 bis 1450 sind in den Unterlagen des Domstiftes auch die Einnahmen aufgeführt, die das Stift von der Mühle erhielt. Der Müller musste anfangs 30 Schillinge an das Stift abführen, ab 1447 nur noch die Hälfte.
Um 1800 hatte die Mühle drei oberschlächtig angetriebene Mahlgänge und einen Ölgang, außerdem wurde noch eine Sägemühle angetrieben. Später wurde der Antrieb auf zwei unterschlächtige Gänge umgestellt, seit 1900 wurde auch Strom erzeugt. Die Mühle wurde 1925 stillgelegt, das 1729 neu errichtete Mühlenhaus wurde 1953 abgerissen.
Eine zweite Wassermühle, genannt die „Neue Mühle“ (Lage), wurde 1325 erwähnt, als diese an die Ritter von Salder verlehnt wurde. Die Mühle lag südlich von Reppner, etwa am Nordufer des heutigen Salzgittersees. Zum Betrieb dieser Mühle waren die Fuhse und deren Nebenfluss Flothe zu einem Teich angestaut worden. Die Mühle hatte 1802 einen ober- und zwei unterschlächtige Gänge, gemahlen wurde das Korn der Bauern aus Reppner und Lebenstedt. Seit der Separation 1859 gehört die Mühle zur Gemarkung von Lebenstedt. Der Betrieb dieser Mühle wurde 1946 eingestellt und ein Teil der Gebäude wurde abgebrochen.
Eine dritte Wassermühle lag am östlichen Ortsrand, direkt am Ufer der Fuhse (Lage). Sie wurde 1489 erstmals erwähnt, als der Bischof von Hildesheim den Curd von Asseburg mit dieser Mühle belehnte. Diese Belehnung wurde um 1670 durch den Bischof erneuert. Im 18. Jahrhundert wurde der Antrieb dieser Ölmühle auf Göpel umgestellt, wohl, weil die Fuhse damals zu wenig Wasser führte. Die Mühle wurde um 1900 stillgelegt.

### Lager 24
Das „Todeslager 24“, etwa 1,5 km südlich von Reppner gelegen (Lage), war 1939 von der Wohnungs-AG der Reichswerke Hermann Göring errichtet worden. Ursprünglich sollte es Arbeiter aufnehmen, die beim Bau des Stahlwerkes und in den Betrieben des Erzbergbaus eingesetzt wurden. Wegen der zu großen Entfernung zu den Einsatzorten wurde dieser Plan aber verworfen, ebenso wie eine später angedachte Nutzung als Polizeilager.
Im Oktober 1940 wurde das Lager für etwa 2000 Kriegsgefangene eingerichtet. Ab März 1942 wurde es als Durchgangslager für sowjetische Arbeiter genutzt, monatlich wurden jetzt 9.000–13.000 Menschen durch das Lager geschleust, wobei 3.000–4.000 Personen ständig im Lager lebten. 1943 wurde Lager 24 zum Abschiebelager umfunktioniert, erkrankte oder verletzte Gefangene sollten hier sterben oder auf den Rücktransport in die Konzentrationslager warten. Zwischen Juni 1941 und April 1945 starben im Lager mindestens 633 Menschen, die anfangs auf dem Reppnerschen Friedhof beigesetzt wurden, ab Juli 1943 auf dem Friedhof Jammertal.
Nach Kriegsende diente das Lager als DP-Lager für ausländische Arbeiter, die nicht wieder in ihre Heimat zurückkehren konnten, und zur Aufnahme von Flüchtlingen und Vertriebenen. Im Oktober 1953 wurde das Lager von der „Salzgitter Wohnungs AG“ übernommen und zur Unterbringung von Obdachlosen genutzt. Die Stadt Salzgitter übernahm das Lager 1958. Teile des Lagers 24, auch bekannt als „Lager Kiehwinkel“, wurden noch bis 1976 als Unterkunft genutzt. Im November 1976 wurden die leerstehenden Baracken abgerissen und im Rahmen einer Einsatzübung der Feuerwehr abgebrannt.

### Bevölkerungsentwicklung
Aus dem Jahr 1539 gibt es erste Angaben über die Bewohner Reppners, damals wurden im Ort 17 Feuerstellen gezählt. Bei einer durchschnittlichen Belegung von sieben Bewohnern pro Feuerstelle hatte der Ort also etwa 120 Einwohner. Eine erste Zählung aller Bewohner von 1687 nennt 288 Einwohner. Bis 1945 gibt es keine großen Zuwächse, die Zahlen schwanken zwischen 262 im Jahr 1758 und maximal 366 im Jahr 1890. Nach Kriegsende zählte der Ort 345 Einwohner. Für die Jahre zwischen 1946 und 1976 wurden deutlich höhere Einwohnerzahlen gemeldet, da auch die Bewohner des benachbarten „Lagers 24“ zu Reppner gezählt wurden. Danach sanken diese um etwa 30 % und steigen seit der Schaffung neuer Wohngebiete am Südrand des Ortes wieder an.
| Jahr | Einwohner |
| ---- | --------- |
| 1821 | 355       |
| 1848 | 346       |
| 1871 | 305       |
| 1910 | 309       |
| 1925 | 308       |
| 1933 | 298       |
| 1939 | 315       |
| 1946 | 345       |
| 1950 | 711       |

| Jahr | Einwohner |
| ---- | --------- |
| 1955 | 761       |
| 1960 | 747       |
| 1970 | 729       |
| 1980 | 488       |
| 1990 | 428       |
| 2000 | 520       |
| 2006 | 494       |
| 2010 | 574       |
| 2012 | 617       |

| Jahr | Einwohner |
| ---- | --------- |
| 2014 | 676       |
| 2016 | 665       |
| 2018 | 654       |
| 2019 | 651       |
| 2020 | 667       |
| 2021 | 667       |
| 2022 | 665       |
| 2023 | 652       |
| 2024 | 640       |

## Politik

### Wappen
Die gelbe Krone erinnert daran, dass Reppner vor etwa 1000 Jahren ein königliches Eigendorf war – der König war hier Grundherr und der Ort war somit direkt dem König unterstellt. Die Krone ist anstelle von Edelsteinen mit Ähren verziert, damit wird auf die lange Tradition der Landwirtschaft hingewiesen. Die Wappenfarben Gold-Rot waren ehedem sowohl die Stiftsfarben des Bistums Hildesheim als auch die herzoglich braunschweigischen Stammwappenfarben. Sie erinnern daran, dass der Ort die längste Zeit seiner Geschichte den beiden Herrschaftsbereichen angehört hat: Landesherr war das Herzogtum Braunschweig, während das Bistum Hildesheim den meisten Grundbesitz im Ort besaß.
Das Wappen wurde auf einer Bürgerversammlung am 10. März 1989 als Ortswappen von Salzgitter-Reppner angenommen.

## Religion

### Kirchengemeinde
Seit der Christianisierung des Landes zu Beginn des 9. Jahrhunderts gehört die Kirche zum 815 gegründeten Bistum Hildesheim und dort zum Archidiakonat Lengede. Zu Lengede gehörten außerdem die Kirchen von Barbecke, Bodenstedt, Broistedt, Bruchmachtersen, Engelnstedt, Klein Lafferde, Lebenstedt, Lesse, Ober- und Niederfreden (ab 1857 Lichtenberg), Salder, Westerlinde und Woltwiesche.
Im Jahr 1542 wurde im Lande zum ersten Mal die Reformation eingeführt. Fünf Jahre später ordnete Herzog Heinrich der Jüngere wieder die Rückkehr zum katholischen Glauben an. Sein Sohn Herzog Julius führte 1568 die Reformation endgültig ein. Reppner gehörte jetzt zur Generalsuperintendentur Bockenem und darin zur Spezialsuperintendentur Barum, später zu Lichtenberg. Um 1900 gehörten zu Lichtenberg neben Reppner auch die Pfarren von Barbecke, Berel, Burgdorf, Lesse, Oelber a.w.W., Westerlinde und Woltwiesche.
Seit 1972 bildet die Kirchengemeinde Reppner zusammen mit den Kirchengemeinden von Lesse und Berel einen Pfarrverband, Sitz des Verbandes ist Lesse.
Etwa 20 % der Einwohner von Reppner sind katholisch. Diese gehörten bis zu deren Schließung 2008 zur Kirchengemeinde St. Elisabeth in Lebenstedt, seitdem zur Gemeinde St. Joseph.

### Kirchengebäude

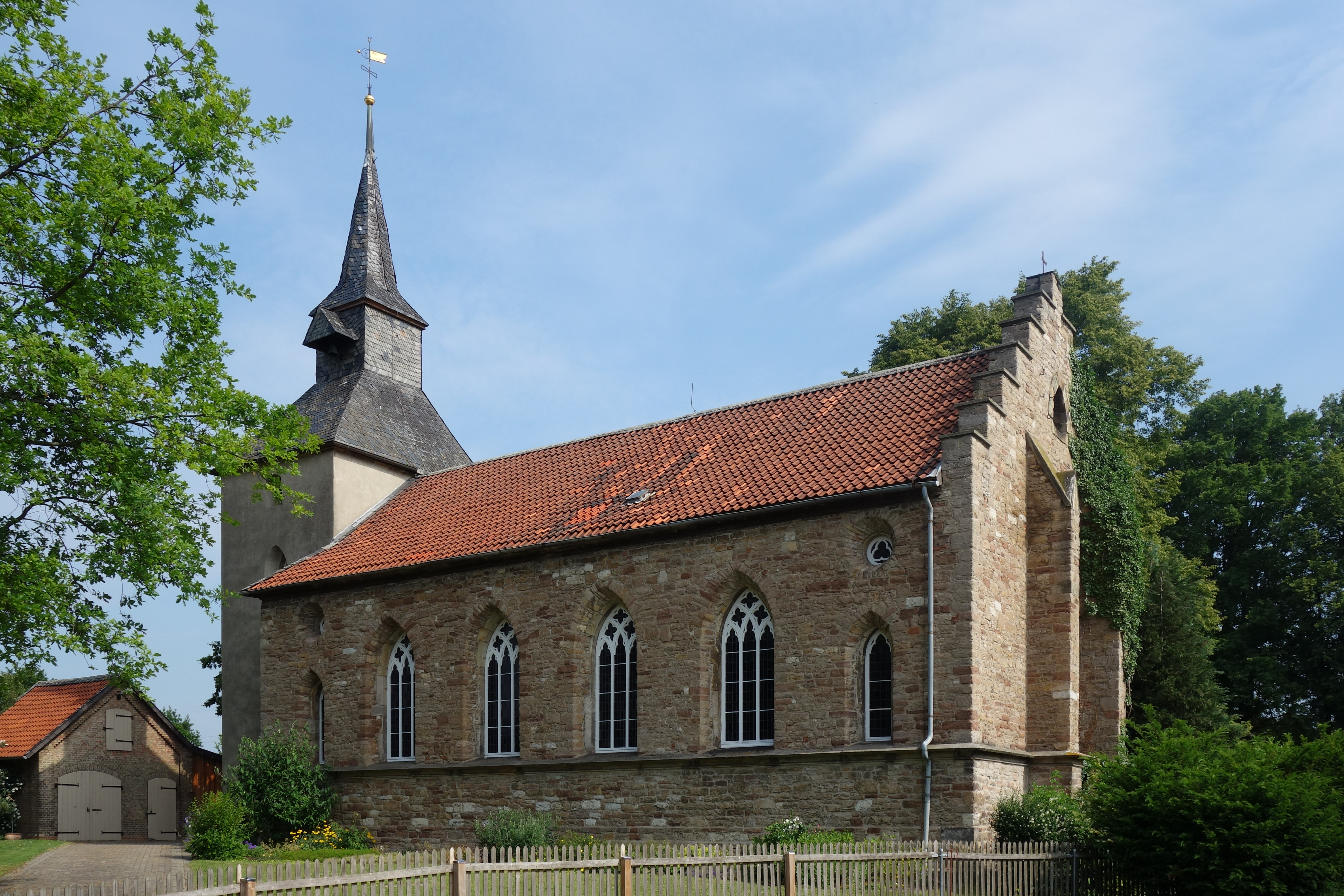
St.-Jacobi-Kirche

Einen ersten Hinweis auf eine Kirche (Lage) in Reppner findet man in einer Schrift von 1220, in der ein Pfarrer Johannes in Reppner erwähnt wird, das genaue Baualter der Kirche ist aber unbekannt. Die alte Kirche, die 1844 zum Teil abgerissen und erneuert wurde, bestand aus einem alten Wehrturm mit einem Meter dicken Mauern und dem daran angebauten Kirchenschiff. Der Turm hatte drei mit Schießscharten versehene Stockwerke, der Zugang war nur über eine Treppe vom Inneren der Kirche aus möglich. Die frühere Ausstattung der Kirche ist aus den erhaltenen Inventarverzeichnissen des 18. Jahrhunderts bekannt. Im Inneren stand auf dem steinernen Altartisch ein Triptychon, das um 1400 entstanden war. Als man 1863 die Kosten für eine Renovierung des Triptychons nicht aufbringen wollte, wurde die Altartafel an einen Kunstmaler verkauft und ist seitdem verschollen. Der steinerne Taufstein wurde 1577 gefertigt, dieser konnte aber 1846 nicht in den Neubau übernommen werden, seit 1948 steht hier ein von der Lebenstedter Bildhauerin Ilse Becher entworfen und gearbeiteter Taufstein. Das Kirchenschiff musste 1844 wegen Baufälligkeit abgerissen werden. Der Turm wurde ausgebessert und an diesen ein neues Kirchenschiff in den gleichen Abmessungen wie bisher angebaut. Der Eingang wurde an die Westseite des bis dahin türlosen Turmes verlegt, Die neue Kirche wurde am 25. Januar 1847 eingeweiht.
Die älteste, heute noch genutzte Glocke wurde 1637 durch den Glockengießer Heinrich Borstelmann gegossen. Eine weitere Glocke von 1710 musste 1918 kriegsbedingt abgegeben werden, deren Nachfolgerin von 1932 wurde 1942 ebenfalls eingeschmolzen. Erst 1971 erhielt die Kirche wieder eine zweite Glocke. Die heutige Orgel wurde 1959 gebaut, sie hat 648 Pfeifen, die in drei Werken mit insgesamt zwölf Registern zusammengefasst sind. Bei den Umbauarbeiten von 1958–60 erhielt die Kirche einen neuen Altar und eine neue Kanzel, beide wurden aus Elmkalkstein gefertigt. Die Priechen (Emporen) an den Längswänden wurden abgebaut, die Sakristei entfiel und das Fenster hinter dem Altar wurden durch ein buntes Glasfenster ersetzt, das den auferstandenen Christus zeigt.